# محمد سیامسوری مصطفی
محمد سیامسوری مصطفی (انگلیسی: Mohd Syamsuri Mustafa؛ زادهٔ ۶ فوریهٔ ۱۹۸۱) بازیکن فوتبال اهل مالزی بود.
از باشگاه‌هایی که در آن بازی کرده است می‌توان به باشگاه فوتبال پاهانگ، باشگاه فوتبال ترنگانو، و باشگاه فوتبال صباح (مالزی) اشاره کرد.
وی همچنین در تیم‌های ملی فوتبال زیر ۲۳ سال مالزی و مالزی بازی کرده است.